# Quiste de Tarlov
Los quistes de Tarlov (QT), también denominados quistes perineurales, periradiculares o quistes aracnoideos extradurales, son pequeñas masas que se forman a expensas de las dos capas más internas de las meninges, la piamadre y el aracnoides. Los quistes, que contienen líquido cefalorraquídeo (LCR), presentan un pedículo, a través del cual se comunican con el espacio subaracnoideo espinal, y se sitúan alrededor de los nervios de la zona sacra y lumbar, y suelen diagnosticarse de manera incidental en el transcurso de una Resonancia Magnética (RMN). Por lo tanto, si bien los QTs son quistes perinerviosos, corresponden a una dilatación de la dura madre y son pues una enfermedad de la dura madre y no de las raíces nerviosas, que son afectadas de forma secundaria (compresión) por estos quistes.

## Síntomas
Los QTs suelen ser un hallazgo ocasional cuando un paciente es sometido a una RMN lumbosacra y suelen ser infravalorados y catalogados como carentes de significación patológica. 
En la mayor parte de los casos no provocan ningún tipo de síntomas, aunque pueden dar origen a una lumbalgia o síntomas radiculares. El nombre procede de su descubridor, Isadore Tarlov, un pionero en el campo de la neurocirugía, que describió un quiste sacro por primera vez. 
El comienzo de los síntomas puede ser súbito o gradual; moderado o severo. La progresión y la severidad de los síntomas difiere ampliamente. Comienzan habitualmente por un dolor localizado a nivel de la raíz del nervio sobre el que se sitúa el quiste, y más tarde, por alteraciones en los órganos y en las funciones que controla el nervio. Sin un tratamiento adecuado, la enfermedad de Tarlov puede llegar a producir afectaciones tan severas que exigen cambios mayores e irreversibles en la calidad de vida del paciente; que puede llegar a ser completamente dependiente llegando a derivar en una incapacidad profesional parcial o completa.
Los síntomas más comunes originados por los quistes de Tarlov son los siguientes:
- Dolor lumbosacro o coccígeo
- Dolor ciático
- Dolor glúteo
- Dolor en las caderas (crestas ilíacas, trocánteres)

Otros síntomas que pueden causar son: 
- Imposibilidad para miccionar o pérdidas de orina (lo que deriva en infecciones de repetición y/o sondages vesicales frecuentes)
- Imposibilidad para defecar o incontinencia fecal
- Dolor al defecar
- Dolor en sedestación y al levantarse
- Calambres desde la base de la espalda hasta los dedos de los pies, que pueden no ceder con estiramientos

Los QTs pueden también causar dolor y alteraciones en los órganos excretores y reproductores, hipoestesias (disminución de la sensibilidad), parestesias (hormigueo, cosquilleo), y dolor en el muslo debido a la disminución del flujo sanguíneo (claudicación neurogénica)(3). 
Las posturas de sentarse y permanecer de pie en mayor medida, así como caminar e inclinarse suelen ser muy dolorosas, y tumbarse sobre un costado suele ser la única postura que alivia el dolor. A veces el calor o el frío aplicado localmente en la zona donde se ubican los quistes, puede aliviar en cierta medida. El reposo en los peores días y el ejercicio moderado y monitorizado, puede mejorar la calidad de vida.
Una persona que presente un QT necesita la evaluación médica que determine si el dolor procede del quiste o tiene otra causa. La cirugía ha demostrado ser ineficaz a largo plazo, por lo que el tratamiento deber ser paliativo. El dolor de naturaleza neuropática provocado por los quistes suele ser tan intenso que suele responder, exclusivamente, a analgésicos mayores: opiáceos. Un quiste de Tarlov puede llegar a ser extremadamente doloroso, imposibilitando al paciente que pueda permanecer sentado, de manera continuada, o deambular.

## Ubicación y estructura
En cuanto a su ubicación, los QT’s se encuentran habitualmente en la zona sacra alrededor de las raíces nerviosas posteriores, los quistes anteriores son escasos. Los QT’s múltiples no son raros. Aunque un quiste de gran tamaño puede causar síntomas por presión de una estructura o nervio adyacente, los síntomas pueden también ser causados por la presión que ejerce el LCR en los nervios situados en el interior del quiste o en su pared (4). Por lo tanto quistes menores incluso de  1 cm pueden ser altamente sintomáticos.